# Lijst van gebeurtenissen tijdens de Tweede Wereldoorlog: Middellandse Zee, Afrika en Midden-Oosten
Dit is een chronologische lijst van gebeurtenissen in de landen rondom de Middellandse Zee, in Afrika en in het Midden-Oosten voor, tijdens en vlak na de Tweede Wereldoorlog.
Het gaat om de Europese landen Portugal, Spanje, Italië, Albanië, Joegoslavië en Griekenland. Gebeurtenissen mbt Frankrijk kun je vinden in de chronologische lijst van gebeurtenissen in West-Europa.
Opmerking: Bij het opzoeken van gebeurtenissen volgens datum gebeurt het soms dat de verschillende officiële bronnen elkaar tegenspreken over de datum. Nagenoeg steeds zijn deze verschillen zeer klein, meestal één dag verschil. De oorzaak hiervoor is te vinden in het feit dat bepaalde militaire acties tijdens de nacht starten en nog doorlopen in de vroege uren van de volgende dag. Ook gebeurt het dat een auteur de situatie beschrijft wanneer de actie volledig afgelopen is, met andere woorden de dag na de overgave, de dag na de vredesonderhandeling, enz. Ook merken we op dat het einde van een militair offensief of campagne niet steeds ondubbelzinnig te bepalen is. De bepaling van de datum is afhankelijk van de referentie die door de auteur werd gebruikt. Er is getracht in deze lijst zo veel mogelijk de exacte referentie van de datum aan te duiden via een omschrijving van wat er gebeurd is of bedoeld werd.

## 1939
26 januari
- Barcelona wordt door de troepen van Francisco Franco veroverd.

27 februari 
- Frankrijk en Groot-Brittannië erkennen Franco's regering.

18 maart
- Generaal Franco van Spanje en president Salazar van Portugal sluiten een vriendschaps- en niet-aanvalsverdrag af; ook wel bekend als het "Iberische Pact".

26 maart
- Spanje sluit zich aan bij het Anti-Kominternpact.

28 maart
- De troepen van Franco bezetten Madrid.

31 maart
- De Spaanse nationalisten bezetten Murcia, Almeria en Cartagena.

1 april
- Einde van de Spaanse Burgeroorlog, die met hulp van Hitler en Mussolini gewonnen wordt door de nationalisten onder leiding van generaal Franco. Zie ook Condorlegioen.
- De Verenigde Staten erkennen het bewind van Franco in Spanje.

7 april
- Italië valt Balkanstaat Albanië binnen.
- De Italiaanse koning Victor Emanuel wordt tot koning van Albanië geproclameerd.

4 mei
- Spanje verlaat de Volkenbond.

22 mei
- De Duitse minister van Buitenlandse Zaken Joachim von Ribbentrop en zijn Italiaanse ambtgenoot Galeazzo Ciano ondertekenen het staalpact. Het pact heeft een duur van tien jaar en omvat een alliantie tussen Italië en Duitsland bij internationale bedreigingen aan een van de leden; onmiddellijke hulp en ondersteuning aan de andere tijdens oorlog; er mag geen wapenstilstand ondertekend worden zonder de toestemming van de andere ondertekenaar en een samenwerking op economisch en militair vlak. Japan wordt uitgenodigd tot het pact toe te treden.

11 augustus
- Adolf Hitler ontmoet Benito Mussolini te Salzburg. De bijeenkomst duurt tot 13 augustus.

15 augustus
- Troepen uit Brits Indië komen de Britse troepen in Egypte versterken.

1 september
- Het begin van de Tweede Wereldoorlog.

6 september
- Egypte breekt de relaties met Duitsland.

18 oktober
- De Franco-regering installeert zich als nieuwe leider van Spanje in Madrid.

## 1940
12 februari
- De eerste Anzactroepen, het Australische en Nieuw-Zeelands legerkorps, komen toe aan het Suezkanaal. Ze worden in Suez verwelkomd door de Britse minister van Buitenlandse Zaken, Anthony Eden.

18 maart
- Adolf Hitler en Benito Mussolini ontmoeten elkaar aan de Brennerpas.

11 juni
- Britse troepen bombarderen Genua en Turijn in Italië.

18 juni
- Hitler en Mussolini treffen elkaar in München.

22 juni
- Een andere Franse delegatie, onder leiding van Léon Noël, is in Rome en ondertekent een Frans-Italiaanse wapenstilstand. Alhoewel de Italianen geen echt militair succes boekten tegen de Fransen (ze dropten een bataljon parachutisten achter de Franse Alpenlinies om zo terreinwinst voor te leggen), krijgen ze Zuid-Oost Frankrijk toegewezen. Evenals de Frans-Duitse wapenstilstand zal de wapenstilstand actief worden om 25 minuten na middernacht op 25 juni 1940.

28 juni
- Maarschalk Italo Balbo wordt door zijn eigen luchtafweergeschut boven Libië neergeschoten.

8 juli
- Britse aanval op Dakar.

13 juli
- Italiaanse troepen vallen Britse garnizoen van Moyale in Abessinië aan.

3 augustus
- Italië valt Brits-Somaliland binnen.

20 augustus
- De Italianen bezetten Berbera in Brits-Somaliland.

26 augustus
- Tsjaad laat weten Charles De Gaulle te steunen.

29 augustus
- Na Tsjaad geven ook Frans-Equatoriaal-Afrika, Kameroen, Oceanië, en de Franse gebieden in Indië hun steun aan De Gaulle.

13 september
- Start van het Italiaans offensief in Noord-Afrika.

14 september
- Italiaanse troepen beginnen een offensief in de richting van Egypte.

16 september
- Sidi Barrani wordt door de Italiaanse troepen ingenomen.

23 september
- De Vrije Fransen zijn betrokken in een gevecht tegen de Italianen bij Dakar.

25 september
- De Vrije Fransen lijden een nederlaag bij Dakar.

4 oktober
- Hitler ontmoet Mussolini op de Brennerpas.

12 oktober
- Bij Malta boekt de Britse marine een zege op de Italiaanse vloot.

15 oktober
- De Italiaanse oorlogsraad besluit Griekenland aan te vallen.

23 oktober
- Hitler ontmoet Franco in Hendaye.

28 oktober
- De Grieken wijzen het ultimatum van Italië af.
- De Italianen vallen Griekenland binnen.
- Hitler en Mussolini hebben een onderhoud te Florence.

1 november
- Britse troepen landen op Kreta ter ondersteuning van het Griekse verzet tegen Italië.

2 november
- Griekse troepen trekken via de bergen Albanië binnen en bedreigen de Italiaanse opmars in de rug.

3 november
- Griekse troepen rukken op in de richting van de Italiaanse legerbasis in Korçë in Albanië.
- De Griekse Evzonen-regimenten laten de 3e Italiaanse Bergdivisie in een hinderlaag lopen en maken 5000 gevangenen.

5 november
- Griekse troepen veroveren de Albanese stad Korçë (Corizza).

9 november
- Na Lambarene (Gabon) te hebben veroverd, rukken troepen van de Vrije Fransen op naar de havenstad Libreville.

10 november
- Generaal Ubaldo Soddu vervangt generaal Sebastiano Visconti Prasca als Italiaanse opperbevelhebber in Albanië.

11 november
- In de Slag bij Taranto vernietigen Britse torpedobommenwerpers (Fairey Swordfish) van het vliegkampschip HMS Illustrious bij een aanval op de marinebasis drie Italiaanse slagschepen (Littorio, Conte di Cavour en Caio Duilio) en beschadigen twee lichte kruisers. De HMS Illustrious verliest maar twee vliegtuigen. Wanneer de Britse vloot richting Napels en Genua terugvaart, brengen drie Britse kruisers vier Italiaanse schepen in het Kanaal van Otranto tot zinken.

14 november
- Het tegenoffensief van de Grieken dringt het Italiaanse leger over de Grieks-Albanese grens terug.
- Britse troepen van W-Force onder generaal Henry "Jumbo" Wilson arriveren in Piraeus.

22 november
- De Grieken behalen een overwinning bij Korçë.

4 december
- Griekse troepen bezetten Primeti en de Albanese havenplaats Sarandë.

'7 december;
- Admiraal Canaris ontmoet Franco; Spanje weigert deel te nemen aan de oorlog, waardoor Hitler zijn plan voor de bezetting van Gibraltar (Operatie Felix) moet laten vallen

9 december
- Operatie Compass, een Brits offensief van Generaal Archibald Wavell tegen de Italianen in Libië, gaat van start.

12 december
- Sidi Barrani wordt door de Britten heroverd.
- De Italianen krijgen nederlagen te verduren in Albanië en trekken terug.

16 december
- Salloum wordt door de Britten ingenomen.

## 1941
1 januari
- De Britten dringen Libië binnen en bezetten Bardia.

3 januari
- Italiaans tegenoffensief in Albanië.

12 januari
- De kleine zeehaven Tobroek wordt veroverd door Britse, Australische en Nieuw-Zeelandse troepen.

19 januari
- De Britten beginnen met het offensief in Ethiopië en Eritrea

20 januari
- Het Afrikakorps, onder leiding van Erwin Rommel, wordt naar Afrika gestuurd om de Italianen te helpen.

22 januari
- De Britten veroveren Tobroek.

25 januari
- Haile Selassie keert terug in Ethiopië

26 januari
- Begin Brits offensief in Brits- en Italiaans Somaliland.

30 januari
- De Britten veroveren Derna.

7 februari
- De Britten veroveren Benghazi.

12 februari
- Erwin Rommel komt met zijn expeditieleger, de Vijfde Lichte Divisie aan in Tripoli, om daar de gedemoraliseerde Italiaanse troepen te steunen in hun strijd tegen het 8e Britse leger.

22 februari
- Rommel valt El Agheila aan.

26 februari
- Britten bezetten Italiaans Somaliland.

1 maart
- Leclerc verovert Kufra op de Italianen.

24 maart
- De Britten heroveren Brits Somaliland.
- Duitse troepen bezetten El Agheila.

25 maart
- Joegoslavië sluit zich aan bij het Driemogendhedenpact.

26 maart
- In Joegoslavië vindt een staatsgreep plaats. Koning Peter II van Joegoslavië, tegenstander van de asmogendheden, grijpt de macht.

28 maart
- De Royal Navy verslaat de Italiaanse vloot in de Slag bij Kaap Matapan.

31 maart
- De Slag om Tobroek gaat van start. Het Afrikakorps neemt het op tegen de geallieerden.

2 april
- De Britten bezetten Asmara, de hoofdstad van Eritrea.

3 april
- Het Afrikakorps verovert Benghazi.

5 april
- Joegoslavië sluit een pact met de Sovjet-Unie.

6 april
- Als reactie op de overeenkomst tussen Joegoslavië en de Sovjet-Unie verklaren Duitsland en Italië Joegoslavië de oorlog en vallen het land binnen.
- Duitse troepen vallen Griekenland binnen.
- De Britten bezetten Addis Abeba - Abessinië bevrijd.

8 april
- De Luftwaffe bombardeert Belgrado.
- Duitsland verovert Saloniki.

11 april
- Erwin Rommel komt aan bij de zeehaven Tobroek, aan de Egyptische grens.
- Hongaarse troepen vallen Joegoslavië binnen.

12 april
- Het Afrikakorps bezet Bardia.

13 april
- Erwin Rommel krijgt de opdracht uit Berlijn om met zijn Afrikakorps eerst Tobroek in te nemen alvorens naar Egypte op te rukken.
- De Duitsers trekken Belgrado binnen.
- Malta gebombardeerd.

14 april
- Het Afrikakorps bereikt de Egyptische grens.

15 april
- Bulgaarse troepen vallen Griekenland en Joegoslavië binnen

17 april
- Capitulatie Joegoslavië

24 april
- Griekenland geeft zich in Epirus en Macedonië over.

27 april
- Capitulatie Griekenland

28 april
- Solloem (Egypte) wordt door het Afrikakorps veroverd.

30 april
- De laatste Britse troepen verlaten het Griekse vasteland.
- Duitse infanteristen van het Afrikakorps veroveren de heuvel Ras el Medauar.

2 mei
- Anti-Britse staatsgreep in Irak.

12 mei
- Ontmoeting tussen Hitler en Darlan in Berchtesgaden. De Duitsers mogen vanaf dat moment gebruikmaken van Syrische vliegvelden.

15 mei
- De Britten lanceren een tegenaanval in de richting van Salloum.

20 mei
- Omstreeks 8u00 's ochtends worden de eerste Duitse paracommando's boven Malème en Chania gedropt. De landing op Kreta (operatie Mercurius) is begonnen.

21 mei
- De Nieuw-Zeelandse infanterie, trekken per vergissing terug van heuvel 107, die een overzicht gaf op het vliegveld van Malème. Een strategische blunder zo bleek, want de Duitsers konden hierdoor 14000 manschappen per vliegtuig aan land brengen.

22 mei
- In de nacht van 21 op 22 mei wordt door twee Nieuw-Zeelandse bataljons een tegenaanval gelanceerd op het vliegveld van Malème. Het vliegveld wordt niet ingenomen en de geallieerden moeten zich terugtrekken om niet ingesloten te raken.

23 mei
- De Luftwaffe valt een Brits eskader bij Kythira aan.

27 mei
- Het Afrikakorps slaat een aanval van de Britten af en krijgt versterking van de 15e Pantserdivisie.

28 mei
- De Britten ontruimen Kreta. De operatie duurt tot 31 mei.

31 mei
- Irak en Groot-Brittannië tekenen een wapenstilstand.

1 juni
- De laatste verdedigers op het eiland Kreta geven zich over. De strijd is beslecht in het voordeel van nazi-Duitsland met een pyrrusoverwinning.

8 juni
- De Britten en Vrije Fransen trekken de Syrische grens over.

15 juni
- Kroatië sluit zich aan bij het driemogendhedenpact.

18 juni
- Duits-Turks vriendschapsverdrag.

19 juni
- De Britten lijden een gevoelige nederlaag bij Salloum.

21 juni
- De Britten en Vrije Fransen trekken Damascus binnen.

25 augustus
- Britse en Sovjettroepen rukken Irak binnen.

27 september
- Einde van de Italiaanse tegenstand in Ethiopië.
- Generaal Georges Catroux van de Vrije Fransen roept de onafhankelijkheid van Syrië uit.

9 oktober
- Turkije tekent een handelsverdrag met Duitsland om grondstoffen te leveren in ruil voor afgewerkte producten.

11 oktober
- De Macedonische bevolking begint een gewapende opstand met partizanenacties in Pripep.

12 oktober - 26 oktober
- Het Australische garnizoen van het belegerde Tobruk wordt afgelost door de Britse 70e Infanterie Divisie via zee. Bij deze operatie gaat ten minste één schip, de mijnenlegger HMS Latona, verloren.

17 oktober
- Oprichting van het Servisch comité voor de bevrijding van het volk in Uzice.

19 oktober
- Voor de Afrikaanse westkust wordt het Amerikaanse koopvaardijschip Lehigh door een Duitse onderzeeër tot zinken gebracht.

21 oktober
- Bij Kragujevac in Servië worden 2300 Serviërs afgeslacht door Duitsers en de plaatselijke fascistische militie als vergelding

13 november
- Het Britse vliegdekschip HMS Ark Royal wordt bij Gibraltar tot zinken gebracht.

17 november
- In de nacht van 17 op 18 november 1941 ondernemen Britse commando’s een poging om Erwin Rommel, bevelhebber van het Afrikakorps te vermoorden. Rommel blijkt niet op de verwachte plaats te zijn.

26 november
- Generaal Georges Catroux roept de onafhankelijkheid van Libanon uit.

28 november
- De Nederlandse onderzeeboot O 21 onder commando van Luitenant-ter-zee J.F. van Dulm brengt in de Golf van Cagliari de Duitse onderzeeboot U 95 tot zinken.

9 december
- De laatste Australische soldaten verlaten Noord-Afrika. Zij zijn vervangen door Britten en Polen.

10 december
- Britten heroveren Tobroek.

13 december
- De Britse marine boekt bij Kaap Bon een overwinning op de Italianen.

24 december
- De Britse troepen heroveren Benghazi.
- Afrikakorps moet zich terugtrekken uit Cyrenaica.

## 1942
11 januari
- Het Afrikakorps moet terugtrekken tot El Agheila.

21 januari
- Het Afrikakorps lanceert zijn tweede offensief in Libië.

25 januari
- De Duitsers heroveren Benghazi.

2 februari
- Het Britse 8e Leger weet het front in Noord-Afrika te stabiliseren op de linie Gazala-Bir Hakeim.

4 februari
- Het Afrikakorps verovert Derna.

21 februari
- Het Afrikakorps onder leiding van Erwin Rommel opent een offensief tegen het Britse 8e Leger.

5 mei
- Britse landing op Madagaskar.

26 mei
- Het Afrikakorps hervat het offensief in Libië.

11 juni
- De Vrije Fransen moeten Bir Hakeim overgeven aan het Afrikakorps.

14 juni
- Britten trekken zich in Egypte terug.
- De twee geallieerde konvooien, die Malta moesten bevoorraden (Operatie Harpoon en Operatie Vigourous), worden aangevallen door vliegtuigen en marine van Italië en Duitsland. De geallieerden lijden zware verliezen.

21 juni
- Het Afrikakorps, onder leiding van Erwin Rommel, verovert Tobroek.

30 juni
- Het Afrikakorps bereikt El Alamein.

1 juli
- Het Afrikakorps opent de Eerste Slag bij El Alamein, een veldslag in de Noord-Afrikaanse Veldtocht, en slaagt met veel moeite om 's avonds door de eerste Britse linie te breken, doch El Alamein houdt stand.

2 juli
- Erwin Rommel laat z'n Afrikakorps vanuit het noorden aanvallen om zo El Alamein in te nemen. De eerste Britse tegenaanval loopt vast, maar een tweede geallieerde aanval doet Rommel besluiten om te hergroeperen en de bereikte linies vast te houden.

10 juli
- In de Eerste Slag bij El Alamein lanceren de Britten, onder leiding van generaal Claude Auchinleck, een tweede aanval tegen de asmogendheden en maken meer dan 1000 krijgsgevangenen.

14 juli
- Generaal Auchinleck laat zijn geallieerde troepen het Afrikakorps aanvallen nabij Ruweisat ridge. De Eerste Slag om Ruweisat ridge mislukt.

21 juli
- Generaal Auchinleck laat zijn troepen opnieuw het Afrikakorps aanvallen nabij Ruweisat ridge. De Tweede Slag om Ruweisat ridge mislukt eveneens.

24 juli
- De Westerse geallieerden komen overeen om een tweede front in Noord-Afrika te openen.

27 juli
- Ondanks de mislukte aanvallen voordien, lanceren de geallieerden nog twee aanvallen die eveneens uitdraaien op een fiasco.
- Het 8e Britse Leger is uitgeput. Generaal Auchinleck verklaart dat aanvallen voorlopig ten einde zijn en verkiest om zijn leger op sterkte te brengen. Dit is het einde van de Eerste Slag bij El Alamein.

7 augustus
- Het vliegtuig dat William Gott, luitenant-generaal van het Britse 8e leger, wordt neergeschoten en Gott komt om. Gott zou normaal Claude Auchinleck opvolgen als bevelhebber van het 8e Britse leger.

13 augustus
- Bernard Montgomery nam, twee dagen eerder dan officieel voorzien, de leiding van het 8e Britse Leger. Hiermee vervangt hij Claude Auchinleck die niet meer in de gratie was bij Winston Churchill.

18 augustus
- Bernard Montgomery neemt het bevel van het Britse achtste leger in Egypte op zich.

19 augustus
- Alan Brooke en Alexander bezoeken het 8e Leger en zijn verrast door de ommezwaai in het moreel nadat Montgommery het bevel overnam.

30 augustus
- Het Afrikakorps start de Slag bij Alam el Halfa maar het offensief faalt.

23 september
- De Britten bezetten op Madagaskar de stad Tananarive.

23 oktober
- De Tweede Slag bij El Alamein start. Operatie Lightfoot is de eerste van vijf fasen in dit offensief.

25 oktober
- Begin van de tankslag om de Kidney-heuvelrug.

28 oktober
- Einde van de strijd om de Kidney-heuvelrug. De geallieerden hebben alle aanvallen afgeslagen.

3 november
- De Tweede Slag bij El Alamein is voorbij. De geallieerden hebben de asmogendheden teruggeslagen. Het is een kantelpunt in de Noord-Afrikaanse Veldtocht waarbij de geallieerden de asmogendheden de toegang tot de Suezkanaal en de olievelden van het Midden-Oosten voorgoed hebben ontzegd.

5 november
- De Britten hebben Madagaskar zo goed als helemaal onder controle.

8 november
- Begin van Operatie Toorts. Britse en Amerikaanse troepen landen in Vichy-Frans Noord-Afrika.
- Het Afrikakorps moet zich uit Egypte terugtrekken.

11 november
- De havenstad Tobroek valt wederom in de handen van de geallieerden.
- De geallieerden veroveren Casablanca en Bougie.

12 november
- Hitler laat extra troepen naar Noord-Afrika brengen om het Afrikakorps te versterken.
- De Italianen bezetten Corsica.

14 november
- Het Afrikakorps moet zich in Cyrenaica ver terugtrekken.
- Duitse pantsertroepen arriveren in Noord-Afrika.

15 november
- Henri Giraud benoemd tot opperbevelhebber van de Franse troepen in Noord-Afrika.

20 november
- De Britten heroveren Benghazi.

28 november
- De Britten veroveren Réunion.

30 november
- Frans Somaliland en Réunion sluiten zich aan bij Vrij Frankrijk.

24 november
- Het Afrikakorps trekt zich terug tot El Agheila.

4 december
- De Amerikaanse 5e Luchtmacht (US 5th Air Force) voert voor het eerst aanvallen uit op de Italiaanse havenstad Napels.

8 december
- Duitse troepen bezetten de Tunesische stad havenstad Bizerte.

12 december
- De Vrije Fransen veroveren Bir Hakeim.

13 december
- Het Duitse Afrikakorps moet El Agheila in Libië ontruimen.

14 december
- Madagaskar komt onder toezicht van Vrij Frankrijk.

24 december
- Admiraal Darlan wordt in Algiers vermoord.

28 december
- Giraud volgt Darlan op als burgerlijk en militair commandant in Noord-Afrika.

## 1943
12 januari
- Fezzan wordt door de Fransen veroverd.

23 januari
- De Britten maken zich meester van Tripoli.

26 januari
- Ook de Fransen bereiken Tripoli. Aldaar voegen ze zich bij het Britse achtste leger,

29 januari
- Het achtste leger bereikt de Tunesische grens.

5 februari
- Mussolini wijzigt zijn regering, zijn schoonzoon Ciano treedt af als minister van Buitenlandse Zaken.

14 februari
- Het Afrikakorps valt aan in Tunesië en maakt zich meester van Gafsa.

20 februari
- Duitsers boeken vorderingen in Tunesië.

24 februari
- Duitse opmars in Tunesië tot staan gebracht.

3 maart
- Italië roept al zijn troepen van het Oostfront terug.

6 maart
- Duitse nederlaag te Médenine in Tunesië.

10 maart
- Overwinning van de Vrije Fransen te Ksar Ghilane in Tunesië.

18 maart
- De geallieerden bevrijden Gafsa.
- Frans Guyana sluit zich aan bij Vrij Frankrijk.

27 maart
- De geallieerden doorbreken de Marethlinie in Zuid-Tunesië.

1 april
- De geallieerden zetten hun opmars in Tunesië voort.

7 april
- Contact van het Britse achtste leger en het Amerikaanse eerste leger in Tunesië.

10 april
- De geallieerden bevrijden Sfax.

7 mei
- Bevrijding van Tunis en Bizerte.

12 mei
- De laatste troepen van de asmogendheden geven zich over in Tunesië. De Noord-Afrikaanse Veldtocht is beëindigd.

30 mei
- Charles De Gaulle komt aan in Algiers.

3 juni
- In Algiers wordt het Comité français de Libération Nationale opgericht. De Gaulle en Giraud zijn de leiders.

10 juli
- Amerikaanse en Britse troepen landen op Sicilië.

11 juni
- De geallieerden nemen de eilanden Pantelleria en Lampedusa in.

12 juli
- De geallieerden veroveren Syracuse.

19 juli
- Geallieerde luchtaanval op Rome.

20 juli
- Geallieerde zege in Agrigento

23 juli
- De Amerikanen veroveren Palermo.

25 juli
- Bijeenkomst van de Fascistische Grote Raad in Rome. Mussolini wordt afgezet als leider van het land en wordt gearresteerd.
- Maarschalk Pietro Badoglio vormt een nieuwe regering in Italië. Alle fascistische organisaties worden ontbonden.

5 augustus
- De geallieerden bevrijden Catania.

14 augustus
- Rome wordt tot open stad verklaart.

17 augustus
- De geallieerden bezetten Messina.

18 augustus
- De Duitsers op Sicilië capituleren.

19 augustus
- Begin van de onderhandelingen tussen de geallieerden en Italië over een wapenstilstand.

3 september
- Geallieerde landing te Reggio in Calabrië.
- Ondertekening van de wapenstilstand tussen Italië en de geallieerden.

9 september
- Geallieerde landing bij Salerno.

10 september
- De Duitsers nemen Rome in.

12 september
- Mussolini wordt door een Duits commando, onder leiding van Otto Skorzeny, bevrijd uit zijn gevangenschap.
- Het grootste deel van de Italiaanse vloot is naar de geallieerde havens vertrokken.

16 september
- Britse en Amerikaanse troepen maken in Italië contact met elkaar.
- Zwaar geallieerd bombardement op Napels.

19 september
- Fiume door Joegoslavische partizanen veroverd.

22 september
- De Duitsers ontruimen Sardinië en Corsica.

23 september
- In Salo, aan het Gardameer, proclameert Mussolini de Italiaanse Socialistische Republiek.

1 oktober
- De geallieerden trekken Napels binnen.

13 oktober
- De Italiaanse regering verklaart Duitsland de oorlog.

3 november
- Mussolini laat Ciano arresteren.

4 december
- In bevrijd Joegoslavië wordt een voorlopige regering onder leiding van Tito gevormd.
- In Caïro vindt overleg plaats tussen Roosevelt, Churchill en İsmet İnönü, president van Turkije.

9 december
- Maarschalk Pietro Badoglio, de nieuwe Italiaanse premier, maakt bekend dat het Italiaanse leger zich bij de geallieerden heeft aangesloten.

22 december
- Overdracht aan Syrië en Libanon van de bevoegdheden die tot nu toe door Frankrijk werden uitgeoefend.

## 1944
3 januari
- Het Amerikaanse 5e Leger begint een offensief tegen de Duitse Gustav-linie in Italië.

8 januari
- In Verona begint het proces tegen Ciano en maarschalk Emilio De Bono. Beiden worden ter dood veroordeeld.

11 januari
- Ciano en De Bono worden geëxecuteerd.

15 januari
- Franse troepen veroveren Monte Santa Croce (Italië).

18 januari
- Geallieerd offensief in de richting van Garigliano.

22 januari
- Het Amerikaanse 6e Legerkorps landt bij Anzio en Nettuno.

4 februari
- Bij Anzio omsingelen de Duitsers het geallieerde bruggenhoofd. Hierin bevinden zich ruim 70.000 man en 18.000 voertuigen.

9 februari
- Geallieerde bommenwerpers voeren aanvallen uit op de Duitse versterkingen bij Monte Cassino en Anzio.

10 februari
- De Duitsers ondernemen een hevige tegenaanval op de geallieerde troepen in Anzio.

15 februari
- De geallieerden bombarderen het klooster in Monte Cassino, waarna de Duitsers zich in de ruïnes verschansen.

3 maart
- De geallieerden voeren hevige bombardementen uit op Rome. Deze actie wordt op de tiende en veertiende herhaald.

10 maart
- Hevige geallieerde bombardementen op Rome.

13 maart
- De Sovjet-Unie erkent de nieuwe Italiaanse regering onder leiding van Pietro Badoglio.

14 maart
- Hevige geallieerde bombardementen op Rome.

15 maart
- De strijd om Monte Cassino wordt hervat met een nieuw bombardement.

12 april
- Troonsafstand van Victor Emanuel III.

2 mei
- Spanje zet zijn leveringen van wolfraam aan Duitsland stop. Hierna wordt het Amerikaanse olie-embargo tegen het land opgeheven.

11 mei
- Geallieerde aanval op Monte Cassino.

14 mei
- De geallieerden doorbreken de Gustav-linie in Midden-Italië.

18 mei
- De geallieerden bezetten Monte Cassino.

23 mei
- Canadese troepen breken door de Adolf Hitlerlinie heen en nemen Pontecorvo in.

25 mei
- Het Duitse Tiende Leger moet zich op de Caesarlinie in Italië terugtrekken.

4 juni
- Geallieerde troepen trekken Rome binnen.

23 juli
- Pisa wordt door de Amerikanen bevrijd.

2 september
- De Britten doorbreken de Gotenstellung in Italië.

15 september
- De Joegoslavische troepen onder leiding van Tito en het Rode Leger maken contact bij de Joegoslavische-Roemeense grens.

4 oktober
- Britse landingen in Griekenland.

13 oktober
- De Britten bevrijden Athene.

18 oktober
- Griekse regering keert terug in Athene.

20 oktober
- De partizanen van Tito en het Rode Leger trekken Belgrado binnen.

6 november
- Griekenland is door de Britten geheel bevrijd.

18 november
- De Duitsers ontruimen Tirana.

## 1945
10 april
- Geallieerd offensief in Noord-Italië.

24 april
- De geallieerden steken in Italië de Po over.

27 april
- Mussolini - vermomd als Duits militair - wordt gearresteerd door het Italiaanse verzet.

28 april
- Benito Mussolini wordt geëxecuteerd.

30 april
- De troepen van Tito bezetten Triëst.

8 mei
- Einde van de Tweede Wereldoorlog in Europa.